# الادعاء العام (سلطنة عمان)
الادعاء العام هو جزء من السلطة القضائية في سلطنة عُمان يتولى الادعاء العام الدعوى العمومية باسم المجتمع ويعتبر هيئة قضائية مستقلة، ويشرف على شؤون الضبط القضائي، ويسهر على تطبيق القوانين الجزائية وملاحقة المذنبين وتنفيذ الأحكام، وغير ذلك من الاختصاصات التي يقررها القانون. «كما أنه مكمل للقضاء في السلطنة من خلال قيامه بالتحقيق الابتدائي في الجنايات وكذلك التصرف في التحقيقات التي تتم في القضايا بالتقرير فيها بإحدى صور التصرفات القانونية سواء بالحفظ أو بإصدار الأمر الجزائي أو برفع الدعوى إلى القضاء للفصل فيها»  ، ويعد الادعاء العام خصماً أصيلاً في الدعوى ولا يعد خصماً عادياً فهو يسعى وراء تحقيق العدالة، فيمكن في هذه الحالة المطالبة ببراءة المتهم.

## التنظيم القانوني

### الطبيعة القانونية والاستقلالية
نصت المادة (86) من النظام الأساسي للدولة في سلطنة عُمان على أنه «الادعاء العام جزء من السلطة القضائية، يتولى الدعوى العمومية باسم المجتمع، ويشرف على شؤون الضبط القضائي، ويسهر على تطبيق القوانين الجزائية وملاحقة المذنبين وتنفيذ الأحكام، وذلك على النحو الذي يبينه القانون. ويرتب القانون الادعاء العام، وينظم اختصاصاته، ويعين الشروط والضمانات الخاصة بمن يتولون وظائفه.» لذلك فقد حسمت هذه المادة الطبيعة القانونية للادعاء العام حيث وصفته على أنه جزء من السلطة القضائية ويهدف لتولي الدعوى العمومية باسم المجتمع، وقد منح الادعاء العام الاستقلالية بموجب المرسوم السلطاني 25/2011 فقد نصت المادة الأولى من المرسوم بـ «يكون للادعاء العام الاستقلال الإداري والمالي.» وهو ما يؤكد استقلالية الادعاء العام كهيئة قضائية بنصوص دستورية وقانونية.

### التدرج الإداري
يخضع الادعاء العام للتسلسل الإداري والقانوني حسب ترتيب الوظائف ويكون ذلك على ناحيتين؛ الناحية الإدارية وهي أن يتبع أعضاء الادعاء العام رؤساءهم في الجانب الإداري وكلهم يتبعون المدعي العام فكل عضو يتبع العضو الأعلى منه، والناحية القضائية فهناك تبعية قضائية لكل وظيفة من وظائف الادعاء العام لمن هو أعلى بحيث تعتبر سلطة المدعي العام إدارية وقضائية فهي تنظم عمل الادعاء العام وتصحح الأخطاء وتضبط العمل وتسد الثغرات، وتجدر الإشارة بأن عضو الادعاء العام مستقل قضائيا فعندما يحضر الجلسات فهو مستقل تماماً 

### مبدأ عدم المسؤولية
يتطلب لاداء الادعاء العام لمهامه في تحقيق العدالة وتطبيق أحكام القانون منح أعضاءه الثقة والطمأنينة عند مباشرتهم لاجراءات الدعوى العمومية، وذلك حتى لا يترددوا في مباشرتها وتتأثر بذلك العدالة والمصلحة العامة التي يرعاها الادعاء العام، من هنا فمن المسلم أنه لا يجوز الرجوع بالتعويض على عضو الادعاء العام بسبب إجراء قد اتخذه ضد المتهم أو بسبب رفع الدعوى الجزائية عليه. إن عدم مسؤولية الادعاء العام يؤدي لقيام أعضاء الادعاء بالواجبات المنوطة بهم بهدف الوصول للحقيقة وتحقيق العدالة. فلو كان عضو الادعاء العام مقيداً ومسؤولاً في هذه الحالة على ما يقوم به من إجراءات قانونية فإن ذلك سوف يمنعه من اتخاذ الاجراءات خوفاً من الوقوع تحت طائلة المسؤولية.

## أهم اختصاصات الادعاء العام

### تحريك الدعوى العمومية ومباشرتها
وهذا هو الاختصاص الأصيل للادعاء العام حيث يكون الادعاء العام نائباً عن الجتمع في ملاحقة مخالفي القانون والمطالبة بتوقيع العقاب عليهم، ويكون الادعاء العام مختصاً وبشكل منفرد في تحريك رفع ومباشرة الدعوى الجزائية العمومية دون أن يكون هذا الاختصاص لغيره ويقوم به نيابة عن المجتمع ولذلك يسمى بالنيابة العامة في بعض الدول، فالادعاء العام هو المحرك الرئيسي والوحيد للدعوى العمومية، وبالتالي هو الذي بيده سلطة تحريك الدعوى العمومية أو حفظ التحقيق فهو خصم غير عادي يسعى إلى إظهار الحقيقة المجردة ولو لصالح المتهم 

### زيارة السجون والإشراف عليها
تنص المادة (31) من النظام الأساسي للدولة على أن «السجن دار للإصلاح والتأهيل، وتخضع السجون وأماكن الاحتجاز لإشراف قضائي على النحو الذي يبينه القانون، ويحظر فيها كل ما ينافي كرامة الإنسان، أو يعرض صحته للخطر، وينظم القانون أحكام إصلاح وتأهيل المحكوم عليهم.»، وتنص المادة (61) من قانون الإجراءات الجزائية على أنه «لأعضاء الادعاء العام زيارة السجون والأماكن المخصصة لذلك في دوائر اختصاصهم للتأكد من عدم وجود مسجون بصفة غير قانونية، ولهم في سبيل ذلك الاطلاع على السجلات وأوامر الحبس الاحتياطي والسجن وسماع شكاوى المسجونين، وعلى القائمين على إدارة هذه الأماكن وموظفيها تقديم كل معاونة في هذا الشأن.» وعلى إثر ذلك يكون للإدعاء العام اختصاصاً في مراقبة السجون كونه جزء من السلطة القضائية أولا، وكون القانون قد خول له هذه السلطة بموجب قانون الإجراءات الجزائية

### اكمال تشكيل المحكمة
ينص قانون الاجراءات الجزائية على أن «يجب أن يحضر أحد أعضاء الادعاء العام جلسات المحكمة التي تنظر الدعوى العمومية، وعلى المحكمة أن تسمع أقواله وتفصل في طلباته.»، وعلى إثر ذلك يتوجب أن يكون الادعاء العام حاضراً ومن ضمن المحكمة حتى تكون المحكمة قد انعقدت بشكل صحيح  ، حيث يترتب على عدم حضور جلسات المحكمة البطلان، ويذهب الرأي القانوني الراجح إلى أن المحكمة لا تعتبر مشكلة بشكل قانوني عندما لا يحضر عضو الادعاء العام.

### تمثيل الأشخاص في حال تعارض المصالح
يقوم الادعاء العام بتمثيل الأشخاص الواردة حالتهم في المادة (8) من قانون الإجراءات الجزائية بحيث إذا كان المجني عليه في جرائم الشكوى لم يتم الخامسة عشر من عمره أو كان مصاباً بعاهة في عقلة وكانت مصلحة المجني عليه تتعارض مع مصلحة وليه الذي يمثله فإن الادعاء العام يقوم مقام ممثله.

### تنفيذ الأحكام الجزائية
لا يمكن تنفيذ الأحكام الجزائية إلا عندما تصبح نهائية ما لم يوجد نص في القانون خلاف ذلك، وتنفيذ الأحكام الجزائية يكون وجوبياً وعن طريق الادعاء العام، وللادعاء العام تنفيذ الأحكام الواجبة التنفيذ وله أن يستعين بالسلطة العامة عند اللزوم.

### الطعن في الأحكام
يجوز للادعاء العام استئناف الأحكام الجزائية الصادرة في الجنح والمخالفات المحكوم فيها بعقوبة السجن. كما يحق له الطعن بالنقض أمام المحكمة العليا في الأحكام الصادرة من آخر درجة في الجنايات والجنح في الأحوال التي نص عليها القانون. ويجب على الادعاء العام الطعن وجوبياً في الأحكام الصادرة بالإعدام.

### الإشراف على مأموري الضبط القضائي
«يكون مأمورو الضبط القضائي خاضعين لإشراف الادعاء العام فيما يتعلق بأعمال وظائفهم، وللمدعي العام أن يطلب إلى الجهة المختصة النظر في كل ما يقع منهم من مخالفات أو تقصير في عملهم أو يطلب رفع الدعوى التأديبية وذلك دون إخلال برفع الدعوى العمومية.» 

## المدعي العام

### أهم الاختصاصات
المدعي العام هو رأس التسلسل الإداري والقضائي في هيئة الادعاء العام، ويعين المدعي العام بموجب مرسوم سلطاني ويمارس عدداً من الاختصاصات منها:
- الإشراف على مأموري الضبط القضائي والنظر فيما يقع عليهم من مخالفات وتقصير، ويحق له رفع الدعوى التأديبية بحقهم.[8]
- إصدار منع الأمر بالسفر إذا ما وجدت دلائل كافية على اتهام شخص بارتكاب جناية أو جنحة معاقب عليها بالسجن.[9]
- إصدار الاوامر بتشريح الجثث أو استخراجها بعد دفنها في اجراءات اثبات الحالة في ندب الخبراء.[10]
- حفظ التحقيق نهائيا في الجنايات
- حفظ التحقيق نهائيا رغم وجود جريمة وكفاية أدلتها إذا وجد فيها عدم أهمية الجريمة أو ظروفها ما يبرر ذلك ما لم يوجد مدع بالحق المدني.[11]
- إلغاء قرار الحفظ خلال الثلاث أشهر التالية من صدوره.
- الطعن لمصلحة القانون.
- الطعن بالتماس إعادة النظر.

### شاغلي المنصب
- علي بن ناصر البوعلي، تم تعيينه بموجب المرسوم السلطاني رقم 2001/90 (2001-2004)
- حسين بن علي الهلالي، تم تعيينه بموجب المرسوم السلطاني رقم 2004/35 (2004-2019)
- نصر بن خميس الصواعي، تم تعيينه بموجب المرسوم السلطاني رقم 2019/74 (2019-حتى الآن)